# Colotois recurvata
Colotois recurvata là một loài bướm đêm trong họ Geometridae.